# När tiden står stilla
När tiden står stilla (On Stolen Time) är en Disneyserie skapad av Don Rosa.
Den handlar om hur Kalle Anka, Knattarna och Joakim von Anka råkar ut för Björnligan som har stulit en klocka som kan stoppa tiden, vilket de använder för att råna Joakims kassavalv.
Serien har bland annat publicerats i Kalle Anka & C:o nr 4 1991.